# Heniochus acuminatus
Il pesce farfalla pennato (Heniochus acuminatus, Linnaeus, 1758), anche chiamato pennato innamorato per la sua vita passata in coppia sin dalla tenera età appena passata la fase giovanile in solitaria, è un pesce d'acqua salata appartenente alla famiglia Chaetodontidae.

## Distribuzione e habitat
Questa specie è diffusa nelle acque del Pacifico e dell'Oceano Indiano dove vive in numerosi branchi in corrispondenza delle barriere coralline

## Descrizione
Presenta un corpo molto compresso ai fianchi, con bocca pronunciata e fronte molto alta che culmina in un dorso estremamente gibboso. Il profilo ventrale è pronunciato, terminante in un peduncolo caudale corto e tozzo. La pinna caudale è piccola e a delta, la pinna dorsale è alta, con i primi raggi lunghi quanto l'intero corpo del pesce. Le pinne pettorali e le ventrali sono trapezoidali, l'anale è grossa e carnosa. 

La livrea presenta un colore di fondo bianco vivo, occhi neri, con due grosse fasce verticali e oblique nere. Inoltre le pinne caudale, pettorali e dorsale sono giallo acceso. È molto simile a Heniochus diphreutes ma si differenzia per una forma più allungata e circolare.

## Comportamento
Gli esemplari giovanili tendono a fare vita solitaria mentre gli adulti vivono in coppie.

## Riproduzione
Forma coppie monogame. La riproduzione è ovipara.

## Alimentazione
Il pesce angelo si nutre di anellidi, piccoli crostacei come gamberetti e altri invertebrati.

## Acquariofilia
Ampiamente diffuso in cattività, per la facilità con il quale può essere allevato e per la mitezza del carattere, anche se in acquario la riproduzione è molto difficile.